# Wiggins (Colorado)
Wiggins és una població dels Estats Units a l'estat de Colorado. Segons el cens del 2000 tenia 838 habitants.

## Demografia
Segons el cens del 2000, Wiggins tenia 838 habitants, 265 habitatges, i 210 famílies. La densitat de població era de 363,5 habitants per km².
Dels 265 habitatges en un 46,8% hi vivien nens de menys de 18 anys, en un 62,6% hi vivien parelles casades, en un 10,9% dones solteres, i en un 20,4% no eren unitats familiars. En el 17% dels habitatges hi vivien persones soles el 7,2% de les quals corresponia a persones de 65 anys o més que vivien soles. El nombre mitjà de persones vivint en cada habitatge era de 3,16 i el nombre mitjà de persones que vivien en cada família era de 3,52.
Per edats la població es repartia de la següent manera: un 37% tenia menys de 18 anys, un 7,8% entre 18 i 24, un 28% entre 25 i 44, un 19,6% de 45 a 60 i un 7,6% 65 anys o més.
L'edat mediana era de 30 anys. Per cada 100 dones de 18 o més anys hi havia 98,5 homes.
La renda mediana per habitatge era de 33.438 $ i la renda mediana per família de 34.219 $. Els homes tenien una renda mediana de 26.296 $ mentre que les dones 20.833 $. La renda per capita de la població era d'11.827 $. Entorn del 15% de les famílies i el 14,8% de la població estaven per davall del llindar de pobresa.

## Poblacions més properes
El següent diagrama mostra les poblacions més properes.